# 里奇蘭鎮區 (堪薩斯州渥太華縣)
里奇蘭鎮區（英語：Richland Township）為美國堪薩斯州渥太華縣轄下的鎮區。2010年美国人口普查中此鎮區人口有227人。

## 地理
里奇蘭鎮區涵蓋總面積為92.8平方（35.82平方英里），其中陸地面積為92.3平方（35.65平方英里），水域面積為0.44平方（0.17平方英里）或0.47%。

## 人口統計
根據2010年美國人口普查，里奇蘭鎮區人口有227人，其中男性有125人，女性有102人，人口密度為每平方公里2.45人，住房計100戶。鎮區內的白人有221人，非裔美國人有0人，美洲原住民有1人，亞裔美國人有3人，太平洋島裔美國人有0人，其他種族有1人，混血種族則有1人。此外鎮區內有1人為西班牙裔或拉丁裔美國人。此鎮區之年齡中位數為47.3歲，而男性年齡中位數為46.1歲，女性年齡中位數為49.0歲。

## 交通

### 主要公路
- 106號堪薩斯州州道